# Glevum Ridge
Glevum Ridge är en bergstopp i Antarktis. Den ligger i Östantarktis. Australien gör anspråk på området. Toppen på Glevum Ridge är 1 800 meter över havet.
Terrängen runt Glevum Ridge är bergig.  Trakten är obefolkad. Det finns inga samhällen i närheten. 